# Chelymorpha cassidea
Chelymorpha cassidea är en skalbaggsart som först beskrevs av Fabricius 1775.  Chelymorpha cassidea ingår i släktet Chelymorpha och familjen bladbaggar. Inga underarter finns listade i Catalogue of Life.